# Двуречанская волость
Двуречанская во́лость — историческая административно-территориальная единица Купянского уезда Харьковской губернии с центром в слободе Двуречная.
По состоянию на 1885 год состояла из 28 поселений, 20 сельских общин. Население — 7679 человек (3902 мужского пола и 3997 — женского), 1267 дворовых хозяйств.
|                       | Площадь, десятин | В том числе пахотной, дес. |
| --------------------- | ---------------- | -------------------------- |
| Сельских общин        | 13713            | 4614                       |
| Частной собственности | 12661            | 5700                       |
| Другой собственности  | 134              | 115                        |
| В целом               | 26508            | 10429                      |

### Основные поселения волости[2]
- Двуречная — бывшая государственная слобода при реках Оскол и Двуречная в 20 верстах от уездного города, 5186 человек, 397 дворов, православная церковь, школа, богадельня, почтовая станция, 2 постоялых двора, 4 лавки, базары по воскресеньям, 5 ярмарок в год: на новогодний, постовой, троицкий, успенский и покровский праздники.
- Кутьковка — бывший государственный хутор при реке Двуречная, 699 человек, 127 дворов.
- Маначиново — бывшая владельческая слобода, 425 человек, 77 дворов.
- Новомлинское — бывшая владельческая слобода при реке Оскол, 390 человек, 67 дворов, православная церковь.

### Храмы волости[3]
- Покровская церковь в слободе Новомлинске (построена в 1780 г.[4])
- Успенская церковь в слободе Новомлинске (построена в 1780 г.[4])